# Tour de Champel

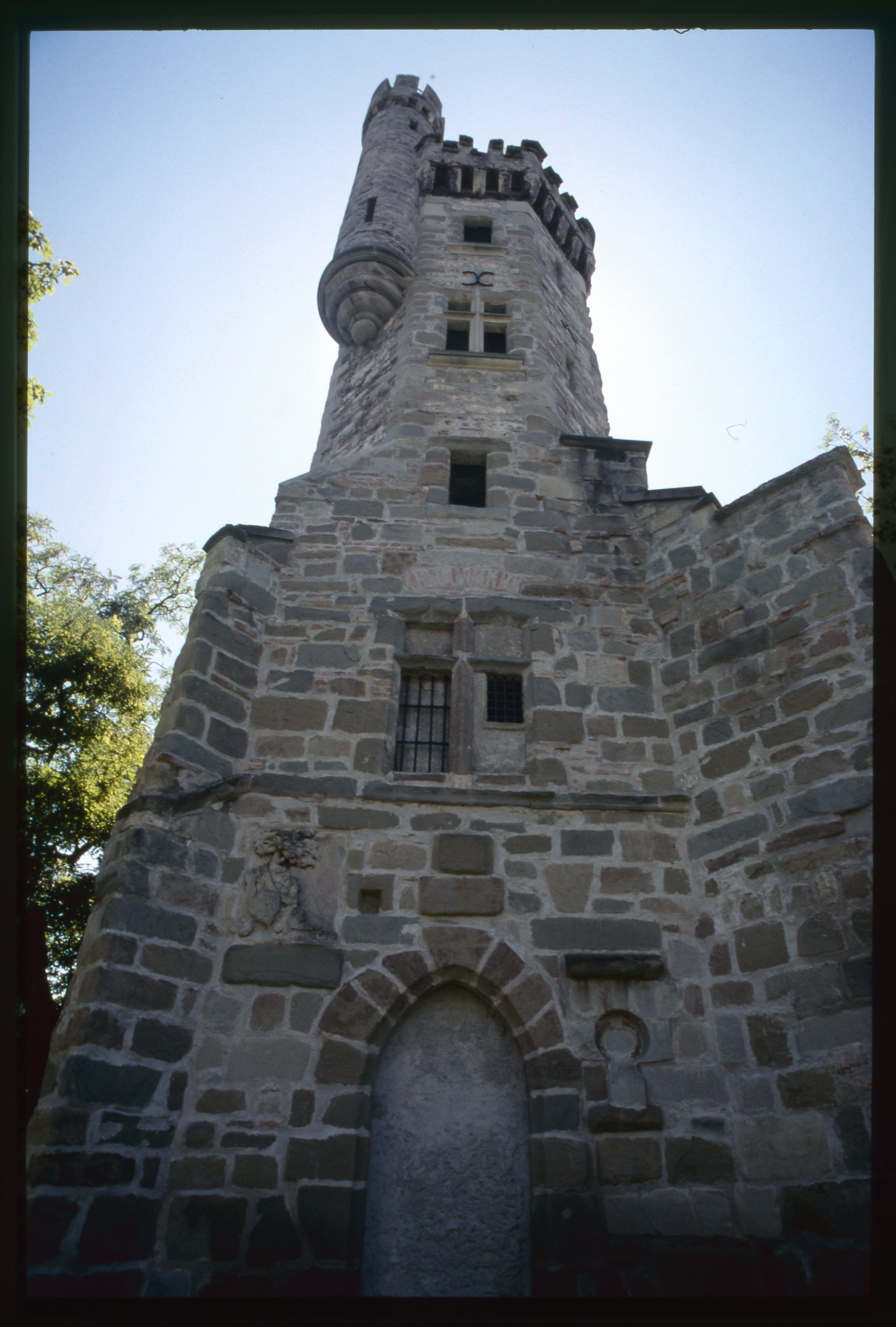
Der Turm

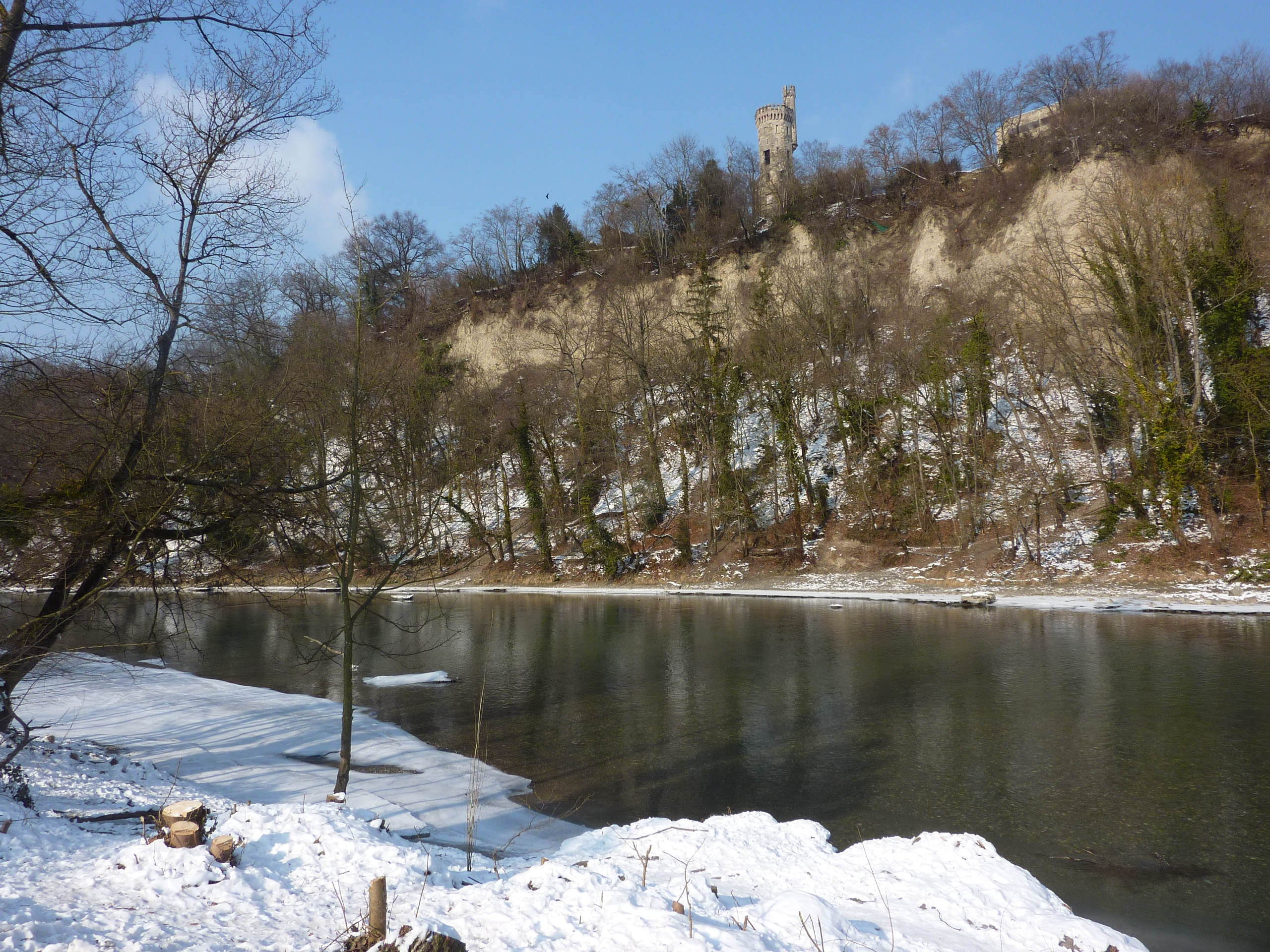
Blick auf die Klippen

Der Tour de Champel ist ein Turm in Champel im Schweizer Kanton Genf. Das neogotische Gebäude steht über dem Steilufer der Arve.

## Geschichte
Der Turm wurde 1877 für einen Förderer der therapeutischen Bäder an der Arve namens Daniel Moriaud erbaut, der Name des Architekten ist unbekannt. Moriaud wollte den Kunden seiner Bäder einen schönen Ausblick über die Stadt bieten. Zu den bekannten Kunden gehörten der Schriftsteller Guy de Maupassant und der Historiker Hippolyte Taine. Später wurde der Turm zum Teesalon umfunktioniert.
1970 wurde er verlassen, 1980 renoviert und von der Stadt Genf übernommen. Aufgrund von Kosten wurde nur der äusserliche Teil renoviert, wodurch die Möglichkeit eines Zugangs zur Terrasse entfiel.

## Gebäude
Der Turm ist 17 Meter hoch und besteht hauptsächlich aus aus dem See geborgener Molasse und wiederverwendeten Steinen aus einem Haus in der Stadt. Das Gebäude bietet einen 360°-Ausblick über den Salève, die Alpen und den Jura.